# 8182 Akita
8182 Akita este un asteroid din centura principală de asteroizi.

## Descriere
8182 Akita este un asteroid din centura principală de asteroizi. A fost descoperit pe 1 octombrie 1992 la Kitami de Masayuki Yanai și Kazuro Watanabe. El prezintă o orbită caracterizată de o semiaxă mare de 2,88 ua, o excentricitate de 0,09 și o înclinație de 1,9° în raport cu ecliptica.